# Juraj Dobrila
Juraj (Giorgio) Dobrila (Pazin, 16 de abril de 1812–Trieste, 13 de enero de 1882) fue un obispo católico y benefactor de Istria, reconocido por su lucha a favor del reconocimiento de la identidad de los croatas y eslovenos en Istria bajo el régimen austriaco.

## Biografía
Dobrila nació en el poblado de Veli Ježenj (en la actualidad parte de Pazin, Tinjan, en Antignana), región central de Istria, que en ese momento y por un breve período fue parte de las Provincias Ilirias de Napoleón, y posteriormente parte del Imperio austrohúngaro (en la actualidad, parte de Croacia). Su inteligencia por encima de la media le permitió ingresar a una escuela de habla alemana en Tinjan y Pazin, para luego estudiar en el gymnasium de Gorizia y Karlovac donde se convirtió en seminarista. Se ordenó como sacerdote en 1837 y comenzó sus funciones ese año y hasta 1838 se encontró entre Munama y Hrusici. Comenzó a estudiar Teología en 1839 en Augustineum en Viena y lo finalizó en 1842. Tras sus estudios, se convirtió en capellán en Trieste, y como profesor de alemán y director de una escuela de niñas. Entre 1857 y 1875 se desempeñó como obispo de la iglesia católica de la Diócesis de Parenzo e Pola (en la región Poreč i Pula), y desde 1875 hasta su muerte fue el obispo de la Diócesis Católica de Trieste y Capodistria (Trst in Koper).
Dobrila estudió con Josip Juraj Strossmayer, de quien se hizo amigo, otro obispo croata y benefactor del siglo XIX. Fue nombrado vocal representante de los croatas y eslovenos en Istria, que si bien era mayoría allí, eran cultural y políticamente dominados por los italianos de las localidades costeras.
Durante las Revoluciones de 1848, Dobrila se unió al Slavjansko društvo («Sociedad eslava») en Trieste. Apoyaba la introducción de los idiomas eslavos en las escuelas y en la vida pública en general, financiado a niños que deseaban estudiar en las escuelas en la parte croata de la monarquía (en Rijeka y Kastav), como también apoyando a grupos de campesinos campesinos en Istria, mayormente compuesto de personas de origen eslavo, con la intención de que pudiesen leer libros en su idioma natal, evitando así el predominio que ejercían los italianos influyentes de la zona.
Dobrila hizo imprimir un libro de rezos Oče, budi volja tvoja en croata en 1854, y apoyó la publicación del primer periódico en croata en Istria Naša sloga in 1870. Por otra parte, también publicó una colección de historias folklóricas y proverbios titulado Različno cvijeće. Su segundo libro de oraciones Mladi Bogoljub fue publicado en 1889.

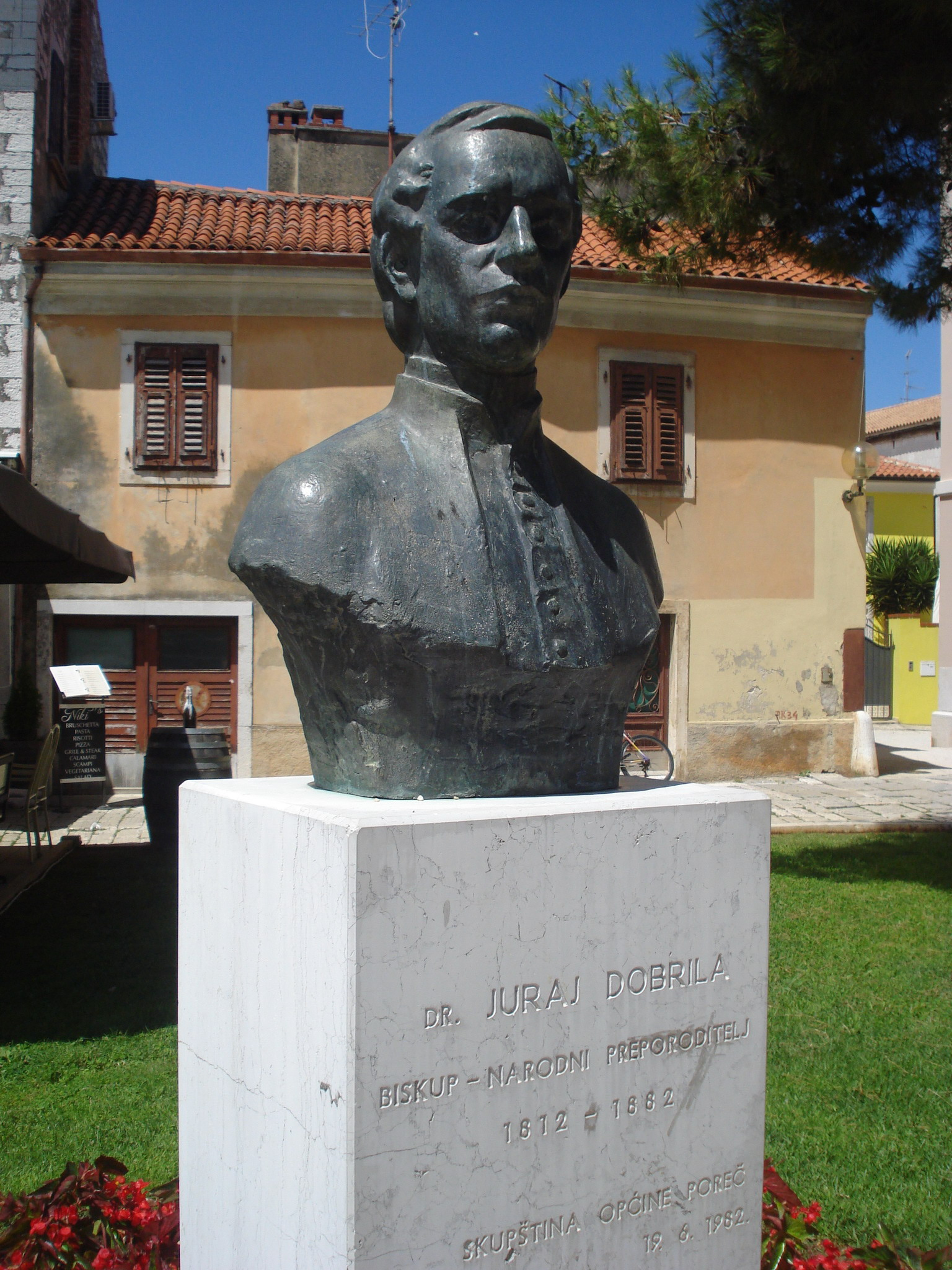
Busto de Dobrila en la plaza que lleva su nombre en Poreč.

Fue miembro de la Dieta de Istria en Poreč desde su fundación hasta 1861 y representative del concejo en el Parlamento de Viena hasta 1867. Por otro lado, fue participante en el Primer Concilio Vaticano (1870), en donde apoyó al obispo Josip Juraj Strossmayer en su oposición a la infabilidad papal.
Dobrila donó todas sus propiedades a la caridad. El retrato de Dobrila se encontraba en el anverso de los billetes de 10 kuna croata emitidos en 1993, 1995, 2001 y 2004. Dos escuelas secundarias fueron nombradas en homenaje a Dobrila, una Pazin y otra en Pula (Istria)
La Universidad de Pula fue nombrada en su honor, Universidad Yurai Dobrila de Pula.